# Kryłów (rejon korzecki)
Kryłów (ukr. Крилів) – wieś na Ukrainie w rejonie korzeckim obwodu rówieńskiego, centrum kryłowskiej silskiej rady.

## Historia
Wieś założona w 1568 r., posiadłość kniaziów Ostrogskich, stanowiła część Ordynacji Ostrogskiej. W 1648 r. powstańcy Chmielnickiego wraz z miejscowym chłopstwem splądrowali majątek Władysława Dominika Zasławskiego-Ostrogskiego. W późniejszym czasie Kryłów przeszedł w ręce Jabłonowskich herbu Prus III, a następnie Steckich.
W XIX w. wieś znajdowała się w powiecie ostrogskim guberni wołyńskiej Imperium Rosyjskiego.
W okresie międzywojennym Kryłów należał do gminy Majków w powiecie ostrogskim (od 1925 r. w powiecie zdołbunowskim), a następnie do gminy Korzec województwa wołyńskiego II Rzeczypospolitej.
Po II wojnie światowej znalazł się w granicach ZSRR, a od 1991 r. w niepodległej Ukrainie.